# Paullinia sphaerocarpa
Paullinia sphaerocarpa är en kinesträdsväxtart som beskrevs av Louis Claude Marie Richard och Antoine Laurent de Jussieu. Paullinia sphaerocarpa ingår i släktet Paullinia och familjen kinesträdsväxter. Inga underarter finns listade i Catalogue of Life.